# 마크 샌드리치
마크 샌드리치(영어: Mark Sandrich, 1900년 10월 26일 ~ 1945년 3월 4일)는 미국의 영화 감독이다. 유대계 출신으로 컬럼비아 대학교를 다니던 도중에 영화에 흥미가 생겨 입문하게 되었다. 그는 1920년대에 감독으로 시작한 이후 프레드 아스테어와 진저 로저스가 출연하는 뮤지컬 영화들을 감독하였다. 이후 《홀리데이 인》을 감독한 그는 이후 1945년에 《블루 스카이스》를 찍던 도중에 심장 마비로 급사하였다. 그의 아들들인 마크 샌드리치 주니어와 제이 샌드리치도 역시 감독으로 활동하였다.

## 작품 목록
| 연도 | 제목                           | 원제                        | 비고 |
| ---- | ------------------------------ | --------------------------- | ---- |
| 1932 | 스크래치 어스 캐치 캔          | Scratch-As-Catch-Can        |      |
| 1933 | 멜로디 크루즈                  | Melody Cruise               |      |
| 1933 | 그래서 여기는 해리스다!        | So This Is Harris!          |      |
| 1933 | 애지 애플비, 남자들은 만든 자  | Aggie Appleby, Maker of Men |      |
| 1934 | 힙, 힙, 호레이!                | Hips, Hips, Hooray!         |      |
| 1934 | 즐거운 이혼녀                  | The Gay Divorcee            |      |
| 1935 | 톱 햇                          | Top Hat                     |      |
| 1936 | 팔로우 더 플릿                 | Follow the Fleet            |      |
| 1936 | 여자 반항하다                  | A Woman Rebels              |      |
| 1937 | 쉘 위 댄스                     | Shall We Dance              |      |
| 1938 | 카레피                         | Carefee                     |      |
| 1939 | 도시의 남자                    | Man About Town              |      |
| 1940 | 벅 버니 라이즈 어게인          | Buck Benny Rides Again      |      |
| 1940 | 당신의 이웃을 사랑하라         | Love Thy Neighbor           |      |
| 1941 | 스카이라크                     | Skylark                     |      |
| 1942 | 홀리데이 인                    | Holiday Inn                 |      |
| 1943 | 너무 자랑스럽게 우린 소리쳤다! | So Proudly We Hail!         |      |
| 1944 | 나는 병사가 좋다               | I Love a Soldier            |      |
| 1944 | 여기 파도가 온다               | Here Come the Waves         |      |